# Verrière (architecture)

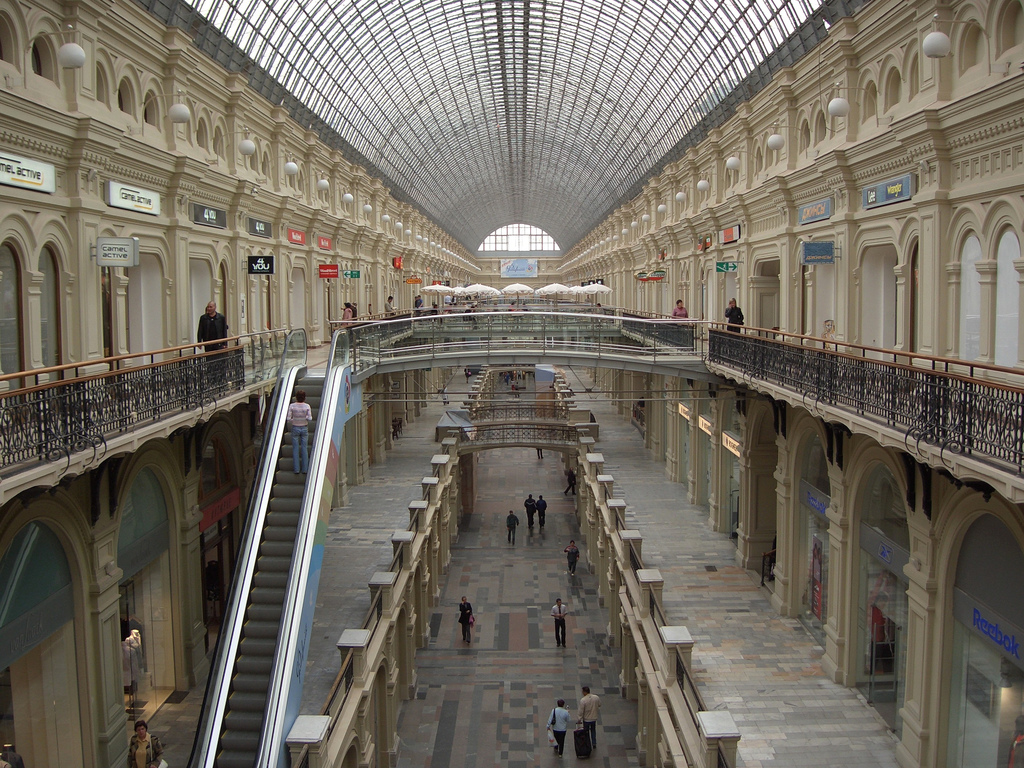
La verrière du grand magasin Goum à Moscou date de 1893.

Pour l’article homonyme, voir Verrière (aéronautique).
 (mars 2025).
Si vous disposez d'ouvrages ou d'articles de référence ou si vous connaissez des sites web de qualité traitant du thème abordé ici, merci de compléter l'article en donnant les références utiles à sa vérifiabilité et en les liant à la section « Notes et références ».
En architecture, une verrière est un vitrage de grande dimension faisant office de toit ou de mur ou bien une grande ouverture parée de vitraux[réf. nécessaire].

## Histoire
Si le montage d’une verrière en position verticale semble relativement aisé comme dans le cas des vitraux qui ornent les grands édifices religieux d'Europe depuis le Moyen Âge, en revanche la position horizontale, c’est-à-dire en couverture, ne sera possible qu’avec une structure relativement légère et fine : ce qui porte l’origine des verrières à celle de l’acier, distingué du fer dès le XVIIIe siècle pour la construction des structures[réf. nécessaire]. Une des plus belles réalisations alliant la fonte et le verre fut réalisée pour l'Exposition universelle de 1851 avec la construction du Crystal Palace à Hyde Park à Londres. Ce bâtiment était une immense serre enfermant tout un paysage de verdure.
Le puddlage, inventé par l'Anglais Henry Cort en 1784, transformait la fonte traditionnelle en une matière plus souple. Les nouveaux profilés acier permettront des structures légères accueillant de grandes vitres. De telles structures vitrées, dès le début du XIXe siècle, virent le jour dans les halls de grands magasins, de gare, de serres, de théâtres, des palais, des orangeries et des galeries marchandes ; le tout dans un style architectural qui les classe parmi les Monuments historiques.

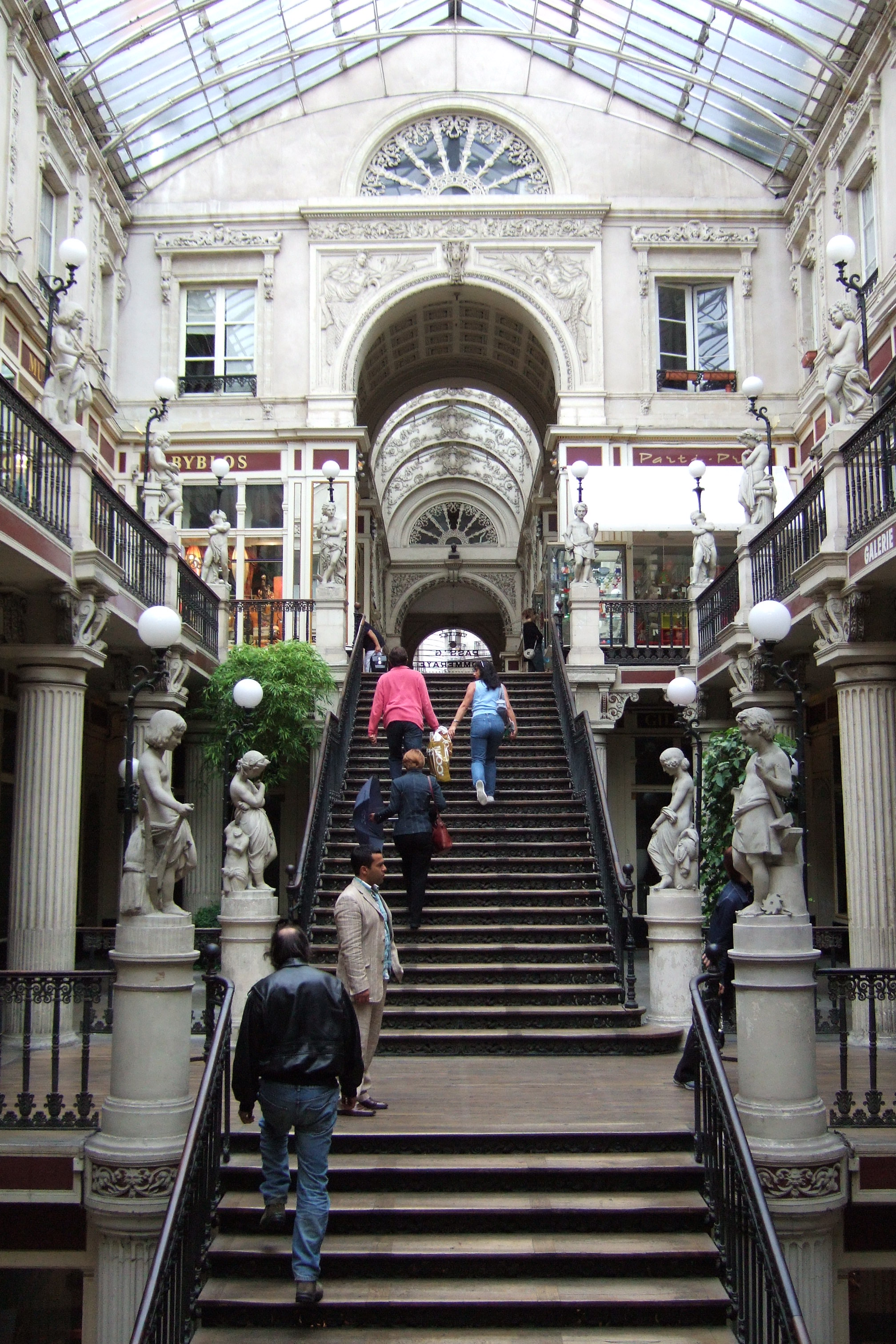
Passage Pommeraye, Nantes, 1843.
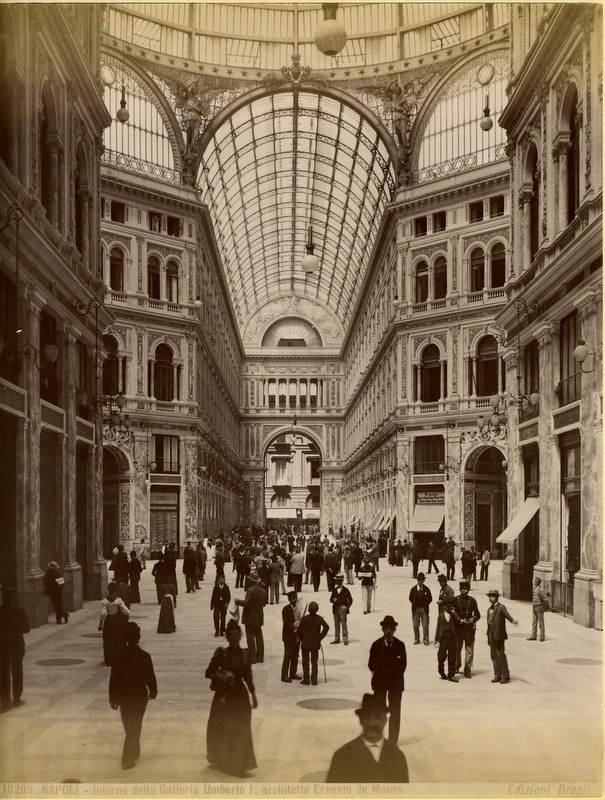
Galleria Umberto I, Naples, 1887-1890.
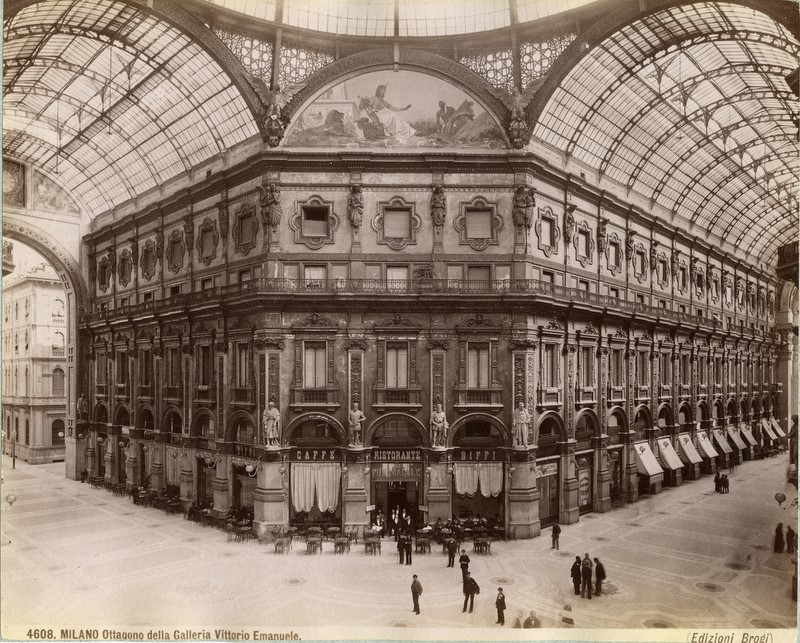
Galerie Vittorio Emanuele II, Milan, 1865.

En France, l’engouement du public débuta dès 1900 à l’Exposition universelle de Paris, où fut exposé le premier salon de jardin entièrement vitré, ancêtre de la véranda moderne[réf. nécessaire].

## Aujourd’hui
Aujourd’hui, le style véranda — ou toute forme de couverture transparente — est très aisé à concevoir grâce aux différents profilés disponibles dans le commerce — qu’ils soient en acier, en aluminium, en PVC ou en bois, traités ou non — à l’assemblage simple.
Le matériau transparent employé au début[Quand ?] est le verre à vitre simple, connu des Romains mais peu répandu dans l’architecture civile jusqu’au XVe siècle[réf. nécessaire]. L’évolution des techniques vers des « vitres sandwich » (deux feuilles de verre collées sur un film synthétique), améliore la résistance mécanique et la sécurité et permet de plus grandes surfaces vitrées. L’isolation est renforcée par des panneaux en double ou triple vitrage, avec ou sans gaz argon. Vitre ou film plastique anti-effraction.
L’emploi de verre avec trame centrale métallique (sheds des toits d’usine), de verre organique, de résine comme pour les plaques en polycarbonate très répandues pour la couverture de véranda par leur légèreté, leur pouvoir d’isolation et leur résistance aux chocs[pas clair].
Les techniques modernes et l’emploi de verre synthétique permettent d’élaborer des vitres teintées, opaques, cintrées, sur mesure, etc. L’aération des locaux peut être assurée par la mise en place de panneaux translucides sur les couvertures (vasistas).

## Source
- Cet article est partiellement ou en totalité issu de l'article intitulé « Verrière » (voir la liste des auteurs).